# Eulaema cingulata
Eulaema cingulata é uma grande abelha euglossina que ocorre em regiões Neotropicais.

## Distribuição
A E. cinfulata está amplamente presente na região neotropical, em países como México, Guatemala, Honduras, Nicarágua, Costa Rica, Panamá, Trinidad & Tobago, Colômbia, Venezuela, Guiana, Suriname, Equador, Peru, Bolívia e Brasil. No Brasil, está presente em praticamente todos os Estados.

## Descrição
Possui a área aveludada larga e próxima ao bordo posterior da tíbia média. A coloração do abdômen é de um alaranjado claro. Morfologicamente muito similar a E. pseudocingulata.

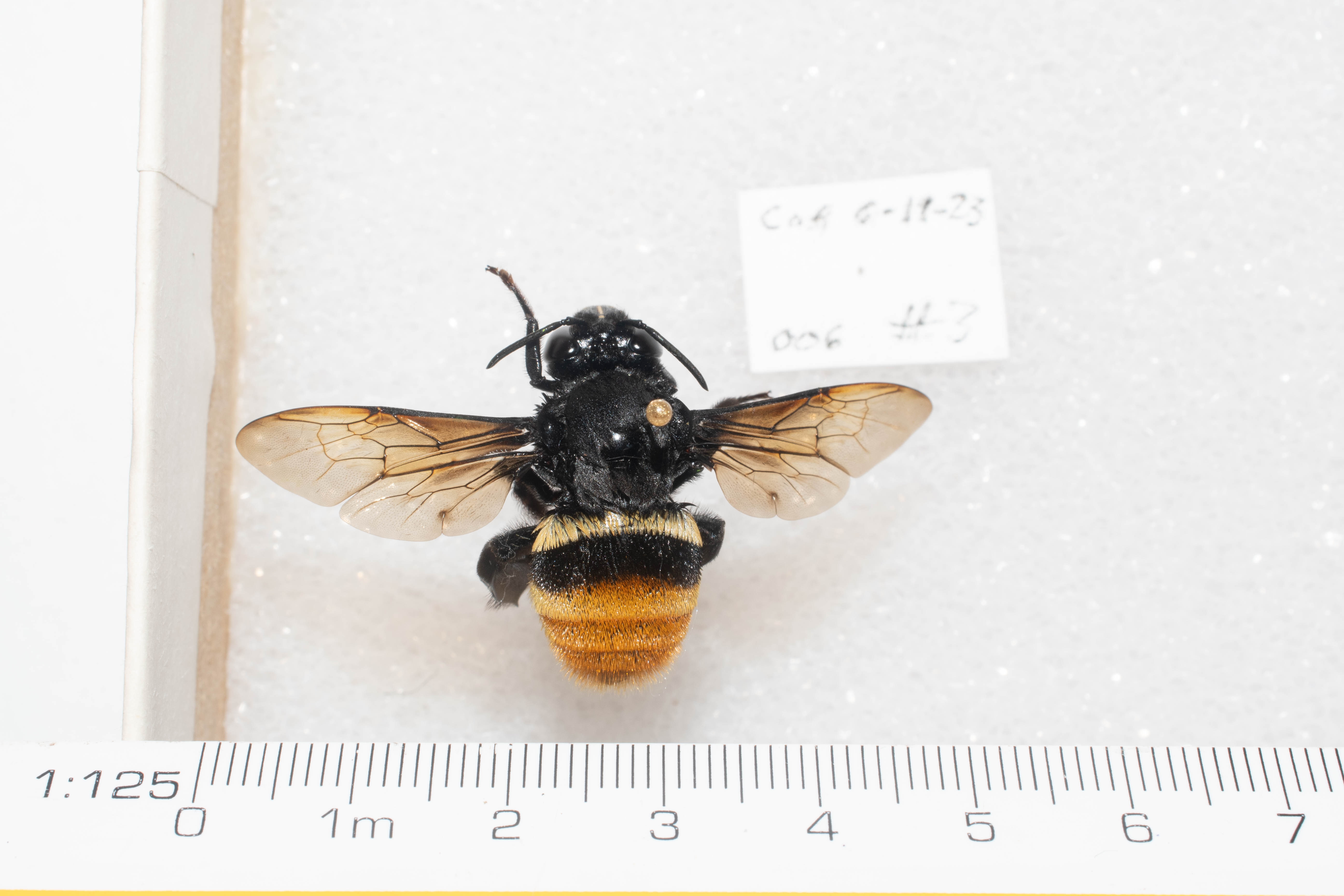
Visão superior da E. cingulata